# Miguel Montuori
Miguel Montuori (Rosario, 1932. szeptember 24. – Firenze, 1998. június 4.) olasz válogatott argentin labdarúgó, középpályás.

## Pályafutása

### Klubcsapatban
1952–53-ban a Racing Club, 1954–55-ben a chilei Universidad Católica, 1956 és 1961 között az olasz Fiorentina labdarúgója volt. A firenzei csapattal egy-egy olasz bajnoki címet és kupagyőzelmet ért el. Tagja volt az 1956–57-es idényben BEK-döntős és az 1960–61-es idényben KEK-győztes együttesnek.

### A válogatottban
1956 és 1960 között 12 alkalommal szerepelt az olasz válogatottban és két gólt szerzett.

### Edzőként
1972-ben a chilei Rangers de Talca vezetőedzője volt.

## Sikerei, díjai
Universidad Católica
- Chilei bajnokság (Primera División)
  - bajnok: 1954

 Fiorentina
- Olasz bajnokság (Serie A)
  - bajnok: 1955–56
- Olasz kupa (Coppa Italia)
  - győztes: 1961
- Bajnokcsapatok Európa-kupája (BEK)
  - döntős: 1956–57
- Kupagyőztesek Európa-kupája (KEK)
  - győztes: 1960–61

## Statisztika

### Mérkőzései az olasz válogatottban
| Olaszország | Olaszország        | Olaszország                      | Olaszország    | Olaszország | Olaszország   | Olaszország  | Olaszország | Olaszország    |
| #           | Dátum              | Helyszín                         | Hazai          | Eredmény    | Vendég        | Kiírás       | Gólok       | Esemény        |
| ----------- | ------------------ | -------------------------------- | -------------- | ----------- | ------------- | ------------ | ----------- | -------------- |
| 1.          | 1956. február 15.  | Bologna, Stadio Comunale         | Olaszország    | 2 – 0       | Franciaország | barátságos   | -           |                |
| 2.          | 1956. április 25.  | Milánó, San Siro                 | Olaszország    | 3 – 0       | Brazília      | barátságos   | -           |                |
| 3.          | 1956. július 1.    | Rio de Janeiro, Maracanã Stadion | Brazília       | 2 – 0       | Olaszország   | barátságos   | -           |                |
| 4.          | 1956. november 11. | Bern, Wankdorf Stadion           | Svájc          | 1 – 1       | Olaszország   | Európa-kupa  | -           |                |
| 5.          | 1956. december 9.  | Genova, Luigi Ferraris Stadion   | Olaszország    | 2 – 1       | Ausztria      | Európa-kupa  | -           |                |
| 6.          | 1957. május 12.    | Zágráb, Maksimir Stadion         | Jugoszlávia    | 6 – 1       | Olaszország   | Európa-kupa  | -           |                |
| 7.          | 1957. december 4.  | Belfast, Windsor Park            | Észak-Írország | 2 – 2       | Olaszország   | barátságos   | 1           | 50'            |
| 8.          | 1957. december 22. | Milánó, San Siro                 | Olaszország    | 3 – 0       | Portugália    | vb-selejtező | -           |                |
| 9.          | 1958. január 15.   | Belfast, Windsor Park            | Észak-Írország | 2 – 1       | Olaszország   | vb-selejtező | -           |                |
| 10.         | 1958. március 23.  | Bécs, Práter-stadion             | Ausztria       | 3 – 2       | Olaszország   | Európa-kupa  | -           |                |
| 11.         | 1959. február 28.  | Róma, Stadio dei Centomila       | Olaszország    | 1 – 1       | Spanyolország | barátságos   | -           | Csapatkapitány |
| 12.         | 1960. január 6.    | Nápoly, Stadio San Paolo         | Olaszország    | 3 – 0       | Svájc         | Európa-kupa  | 1           | 81'            |
|             | Összesen           |                                  |                | 12          | mérkőzés      |              | 2           | gól            |